# Transrapid 02
Il Transrapid 02 è un treno a levitazione magnetica Transrapid basato sul principio dello statore corto. Fu il successore del primo esemplare di laboratorio Transrapid 01, e venne reso pubblico il 5 ottobre 1971 e l'11 ottobre 1971 venne provato nelle due varianti, elettrica e a levitazione d'aria, sul circuito di prova della società sviluppatrice la Krauss-Maffei AG di Monaco di Baviera. Il test percorso fu di 860 m e raggiunse la velocità massima dopo 800 m e dopo 130 m ritornò alla partenza. Accanto al Transrapid 02 nel settembre 1972 venne testato il sistema di ferrovia a levitazione aerodinamica Transrapid 03 che utilizzò lo stesso motore lineare del Transrapid 02. Il Transrapid 02 venne esposto all'EXPO Paris dal 4 al 9 giugno 1973.
Il treno elettromagnetico successivo fu il Transrapid 04.